# Zahořany u Domažlic

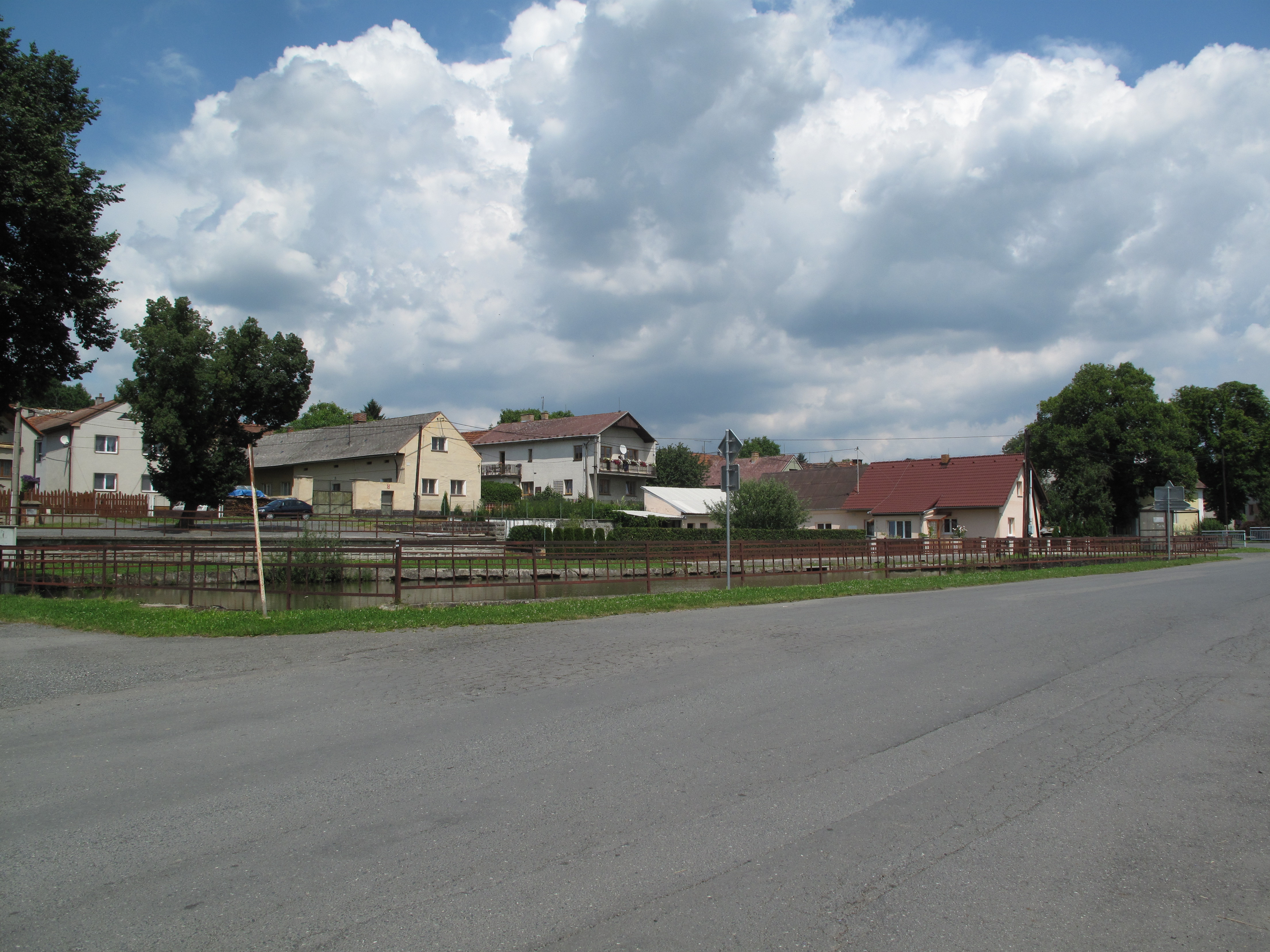
Dorfplatz von Zahořany

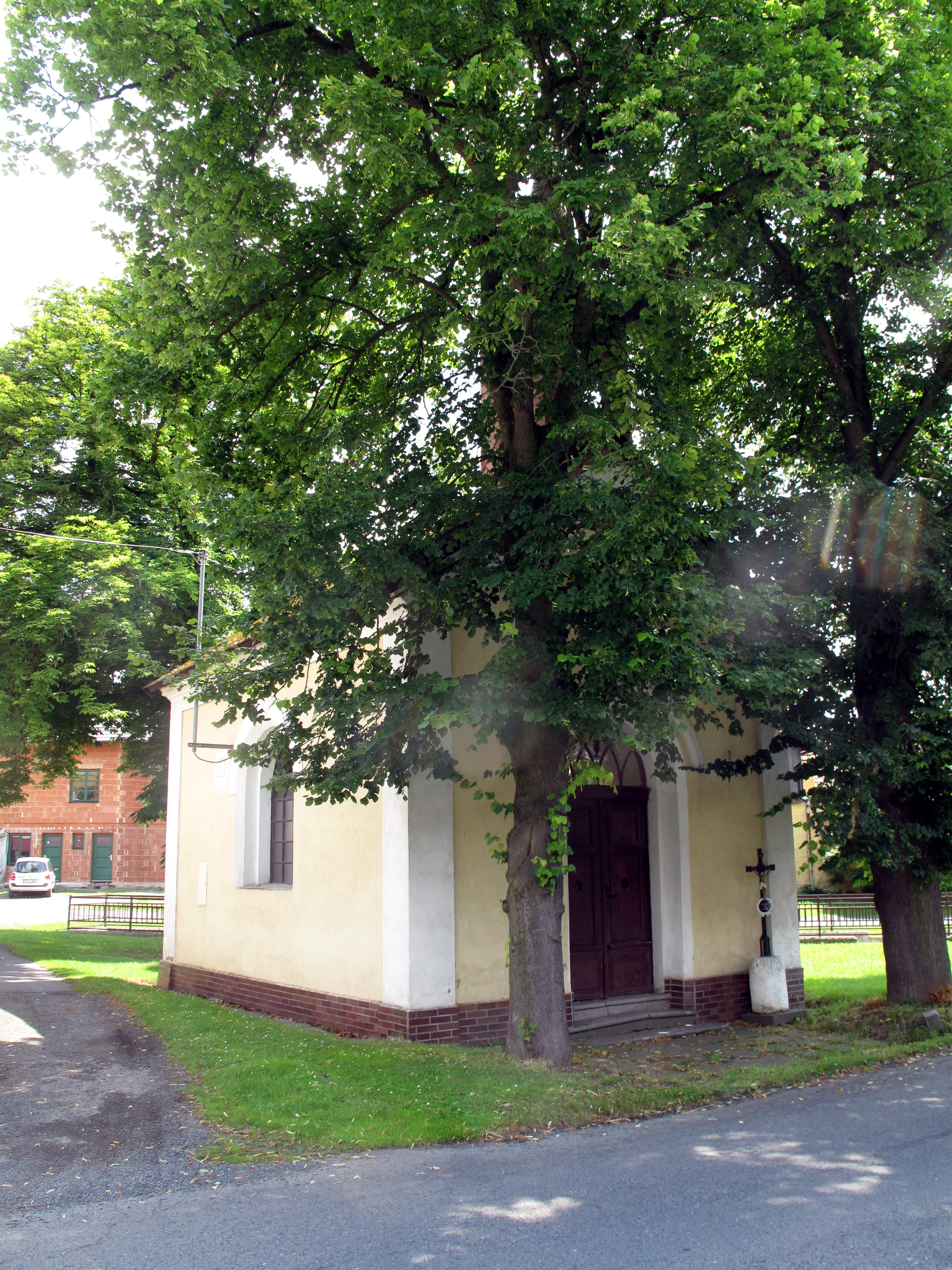
Kapelle in Zahořany

Zahořany (deutsch Sahorschan) ist eine Gemeinde in Tschechien. Sie liegt sechs Kilometer östlich von Domažlice und gehört zum Okres Domažlice.

## Geographie
Zahořany befindet sich am westlichen Fuße der Chudenická vrchovina. Der Kernort liegt rechtsseitig des Baches Zahořanský bzw. Koutský potok und wird vom Stanětický potok durchflossen. Nordöstlich erhebt sich der Na Křídle (499 m), östlich die Úlíkovská hora (710 m) sowie im Südosten der Slupný (601 m) und der Příkopy (651 m). 
Nachbarorte sind Byšensko, Na Ovčíně, Radonice und Božkovy im Norden, Hříchovice und Stanětice im Nordosten, Úlíkov und Oprechtice im Osten, Pláně, Podzámčí und Starý Dvůr im Südosten, Nový Dvůr, Levcův Mlýn und Kout na Šumavě im Süden, Spáňov, Mrákov, Smolov und Nevolice im Südwesten, Bořice und Domažlice im Westen sowie Sedlice und Husmankův Mlýn im Nordwesten.

## Geschichte
Die erste urkundliche Erwähnung von Zahořany erfolgte im Jahre 1239 als Besitz des Klosters Kladruby. Das Gut Zahořany wurde im 14. Jahrhundert in mehrere Anteile aufgeteilt. Der Verwalter des Klosters Chotěšov, Jindřich Kytice, kaufte in der Mitte des 15. Jahrhunderts die verschiedenen Anteile auf und vereinigte sie wieder. Herrschaftssitz war die Feste Zahořany, die im 16. Jahrhundert zum Renaissanceschloss umgestaltet wurde. Bis zur ersten Hälfte des 17. Jahrhunderts blieb Zahořany ein selbständiges Gut. Nach der Schlacht am Weißen Berg erwarb der kaiserliche General Johann Philipp Cratz von Scharffenstein das Gut Záhořany und schlug es der Herrschaft Riesenberg mit Kauth zu. Das Schloss diente danach als Wirtschaftsgebäude. Cratz überwarf sich mit Albrecht von Waldstein und lief in schwedische Dienste über. 1634 wurde er in der Schlacht bei Nördlingen gefangen genommen und im Jahr darauf in Wien hingerichtet. Seine Witwe Anna Elisabeth überließ die überschuldete Herrschaft Riesenberg ihrem Bruder Wilhelm Colonna von Fels. Im Jahre 1641 eroberten und verwüsteten schwedische Truppen die Burg Riesenberg. In der berni rula von 1654 sind für Zahořany 24 Anwesen aufgeführt. Eleonore Barbara Maria Cratz von Scharffenstein, verheiratete Gräfin von Solms-Rödelheim, die den väterlichen Besitz geerbt hatte, war nicht in der Lage, die zerstörte Burg wieder aufzubauen. 1670 heiratete die Witwe in zweiter Ehe Georg Wenzel Czernin von und zu Chudenitz, der die Herrschaft Riesenberg 1676 an Wolf Maximilian Laminger von Albenreuth verkaufte. Laminger erlangte durch die Niederschlagung des Chodenaufstandes von 1693 den Ruf eines grausamen Gutsherrn. Seine Erben verkauften 1697 die Herrschaften Chodenschloß, Kauth und Zahořany an Heinrich Georg Reichsgraf von Stadion. Die Grafen von Stadion erhoben die Allodialherrschaft Kauth und Chodenschloß zum Familienfideikommiss. Im Theresianischen Kataster von 1757 sind für Zahořany 28 Gehöfte ausgewiesen. 
Nach der Aufhebung der Patrimonialherrschaft bildete Zahořany/Zahořan ab 1850 eine Gemeinde im Gerichtsbezirk Taus. Ab 1868 gehörte die Gemeinde zum Bezirk Taus. Im Jahre 1930 lebten in den 111 Häusern von Zahořany 552 Personen. Am 1. Januar 1985 erfolgte die Eingemeindung von Bořice, Hříchovice, Oprechtice (mit Prudice und Pláně), Sedlice und Stanětice. Beim Zensus von 1991 wurden im Ortsteil Zahořany 338 Einwohner und 120 Wohnhäuser gezählt.

## Gemeindegliederung
Die Gemeinde Zahořany besteht aus den Ortsteilen und Katastralbezirken Bořice (Borschitz), Hříchovice (Richowitz), Oprechtice (Oprechtitz), Sedlice (Sedlitz), Stanětice (Stanetitz) und Zahořany (Sahorschan). Zu Zahořany gehören außerdem die Einschichten Husmankův Mlýn (Husmanekmühle), Levcův Mlýn (Lewczkymühle), Moravcův Mlýn (Morawamühle), Prudice (Pruditz) und Pláně (Planie).

## Sehenswürdigkeiten
- Kirche der heiligen Kunigunde in Stanětice, erbaut in der ersten Hälfte des 14. Jahrhunderts
- Kapelle auf dem Dorfplatz von Hříchovice
- Kapelle auf dem Dorfplatz von Oprechtlice
- Kapelle auf dem Dorfplatz von Sedlice
- Kapelle auf dem Dorfplatz von Zahořany
- Einzeln stehender Birnbaum Hruška v poli in den Feldern zwischen Bořice und Sedlice, der 13 Meter hohe Baum mit einem Stammumfang von 2,40 Metern ist seit 1987 als Baumdenkmal geschützt
- Burgstätte Příkopy, südöstlich von Pláně